# Скелька
Скелька (укр. Скелька) — село,
Вязовский сельский совет,
Ахтырский район,
Сумская область,
Украина.
Код КОАТУУ — 5920381603. Население по переписи 2001 года составляет 23 человека.

## Географическое положение
Село Скелька находится на правом берегу реки Ворскла,
ниже по течению на расстоянии в 2 км расположено село Куземин,
на противоположном берегу — село Украинка.
Село состоит из 2-х частей, разнесённых на ~1 км.
К селу примыкает большой лесной массив (дуб).

## История
- Около селя Скельки обнаружено древнерусское поселение XII века.
- Первые упоминания относятся к середине XVII века.
- Скельский монастырь, время основания которого неизвестно, в 1708—1709 годах сожжён местными жителями.

## Достопримечательности
- Возле села Скельки — высокий песчаный обрыв.